# Лерман, Моисей Маркович
Моисей Маркович (Меерович) Лерман (1905, Витебск — 2000, Москва) — советский архитектор. Член Союза архитекторов СССР с 1934 года.

## Биография
Моисей Маркович Лерман родился 24 августа 1905 года в Витебске. В 1922 году окончил Витебское художественно-декоративное училище. Ученик И. М. Пэна, К. С. Малевича и М. З. Шагала. После переезда в Петроград учился на архитектурном факультете Института гражданских инженеров (1923—1930), и одновременно — в Академии Художеств. После окончания учебы работал в «Военпроекте» в должностях архитектора, главного архитектора проекта, начальника архитектурно-строительного отдела.
В 1970 году вышел на пенсию. Занимался живописью, участвовал в выставках МОСА.
Умер в 2000 году. Похоронен на Востряковском кладбище.

## Избранные проекты и постройки
- Научно-исследовательский институт (совместно с А. П. Шелякиным)[1]
- Дом Красной армии с залом на 1500 мест (совместно с А. А. Кабаковым и А. П. Шелякиным)[1]
- Грязелечебница в Крыму на берегу Сакского озера[1]
- Большая оранжерея в комплексе «Архангельское»[1]
- 12-этажный жилой дом на Смоленской набережной в Москве (1955, совместно с Б. Г. Бархиным и Н. И. Гайгаровым)[1]
- Генеральный план парка ЦДСА им. Фрунзе с учётом его развития[1]
- Планетарий в парке ЦДСА[1]
- Генеральный план санаторного комплекса в Звенигороде[1]
- Генеральный план реконструкции санаторного комплекса «Архангельское»[1]
- Дома для охоты в посёлке Завидово и пригороде Астрахани (совместно с Н. И. Гайгаровым)[1]
- Проект детальной планировки и застройки жилого городка с административной хозяйственной зоной с привязкой типовых зданий[1]
- Типовые проекты казарм, жилых домов, столовых[1]
- Индивидуальные и типовые проекты дач[1]
- Конкурс на проект Курского вокзала в Москве (совместно с А. А. Кабаковым и А. П. Шелякиным; 5-я премия)[1]
- Международный конкурс мебели (1930, 1-я премия)[1]

## Публикации
- Лерман, М. М. «Деревянные детали для жилых домов» (М., 1944).